# 貝雷斯托韋尼卡
贝雷斯托韦尼卡是位於烏克蘭東部的村莊，由哈爾科夫州别列斯京区的克拉斯諾赫拉德市鎮負責管轄。該村處於貝雷斯托韋尼卡河畔，始建於1787年，面積2.7平方公里，海拔高度104米，2001年人口998。